# اسکار مارتین (بازیکن فوتبال، زاده ۱۹۸۸)
اسکار مارتین (انگلیسی: Óscar Martín؛ زادهٔ ۹ سپتامبر ۱۹۸۸) بازیکن فوتبال اهل اسپانیا است.